# Caroline Myss
Caroline Myss, née le 2 décembre 1952 à Chicago, dans l'État de l'Illinois est une américaine, auteure de livres de guidance spirituelle et de médecine alternative. 
Caroline Myss a publié des manuels avec le docteur en médecine C. Norman Shealy (en). 
Elle est également la productrice et l'animatrice d'une émission télévisée The Journey With Caroline Myss sur la chaîne Oxygen.

## Biographie
Caroline Myss est connue pour ses nombreux livres qui font l'interface entre la santé et l'âme, prônant une médecine alternative, dans ces ouvrages, elle explique que les maladies une étiologie liée à des désordres émotionnels comme la dépression, le sentiment d'être rejeté, la peur de perdre la maîtrise des situations, le contrôle des relations. Selon elle, ces types de troubles ont pour effet de perturber ses propres centres d'énergie psychique répartie le long de la colonne vertébrale champ énergétique, qui sont traditionnellement nommés les chakras.

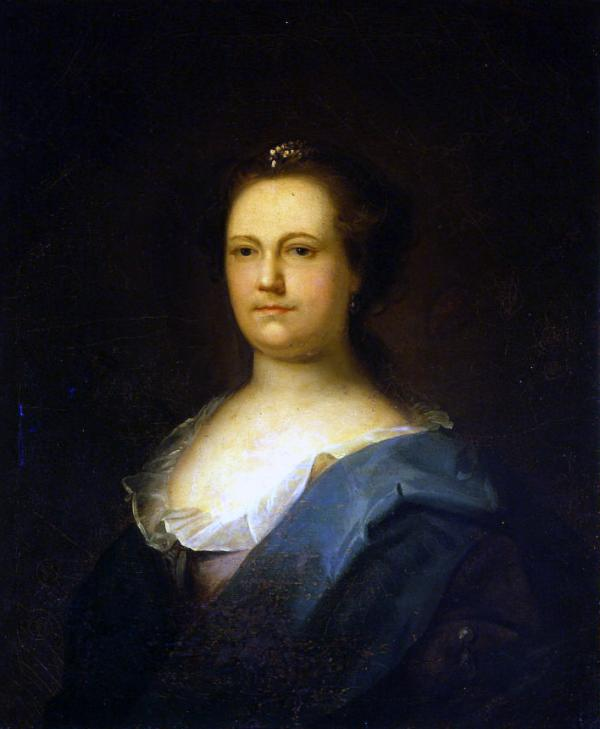
Deborah Franklin.

Selon Walter Semkiw, Caroline Myss serait une réincarnation de Deborah Franklin, la femme de Benjamin Franklin.
Selon elle, si nous ne sommes pas responsables des événements qui nous arrive, en revanche, nous avons le choix de les interpréter et nous avons le choix de dire ou de ne pas dire aux membre de notre entourage, de suivre ou non nos intuitions. Pour elle, chaque choix compte avec leurs conséquences et que nous en sommes conscients au plus profond de notre instinct intuitif, ce qui expliquerait pourquoi nous sommes angoissés à l'idée de faire des choix allant de ce qu'il faut commander dans un menu à avec qui nous devrions être dans une relation.
Cinq de ses livres sont des best-sellers, dont Anatomie de l'esprit. Elle a été plusieurs fois en tant que célébrité l'invitée du The Oprah Winfrey Show,,.
À partir de 2001, Caroline Myss est la productrice et l'animatrice d'une émission télévisée The Journey With Caroline Myss sur la chaîne Oxygen.
En 2003, Caroline Myss  fonde son propre institut de formation le CMED (Caroline Myss Education).

## Œuvres

### Éditions originales
- C. Norman Shealy et Caroline Myss, AIDS : Passageway to Transformation, Walpole, New Hampshire, Stillpoint Pub (réimpr. 1988) (1re éd. 1987), 136 p. (ISBN 9780913299470, OCLC 17671020, lire en ligne),
- Caroline M. Myss et C. Norman Shealy, The Creation of Health : The Emotional, Psychological, and Spiritual Responses That Promote Health and Healing, Walpole, New Hampshire, Stillpoint (réimpr. 1993, 1998, 1999) (1re éd. 1988), 450 p. (ISBN 9780913299944, lire en ligne),
- Why People Don't Heal and How They Can : A Practical Programme for Healing Body, Mind and Spirit, New York, Three Rivers Press (réimpr. 1997, 1998,) (1re éd. 1994), 288 p. (ISBN 9780609802243, OCLC 986554538),
- Anatomy of the Spirit : The Seven Stages of Power and Healing, New York, Harmony Books (réimpr. 2013) (1re éd. 1996), 328 p. (ISBN 9780517703915, OCLC 35640934, lire en ligne),
- Why People Don't Heal and How They Can : A Practical Programme for Healing Body, Mind and Spirit, New York, Three Rivers Press (réimpr. 1998, 2001, 2010, 2013) (1re éd. 1997), 296 p. (ISBN 9780609802243, OCLC 39973734, lire en ligne),
- Ron Roth et Peter Occhiogrosso (préf. Caroline Myss), The Healing Path of Prayer : A Modern Mystic's Guide to Spiritual Power, New York, Harmony Books, 1997, 260 p. (ISBN 9780609802267, OCLC 1465117988, lire en ligne),
- Sacred Contracts : Awakening Your Divine Potential, New York, Harmony Books (réimpr. 2002) (1re éd. 2001), 456 p. (ISBN 9780517703922, OCLC 47746521, lire en ligne)
- Invisible Acts of Power : Personal Choices that Create Miracles, Londres, Royaume-Uni, Simon & Schuster (réimpr. 2006) (1re éd. 2004), 292 p. (ISBN 9780743264259, OCLC 1348967191, lire en ligne)
- Invisible Acts of Power : Channeling Grace in Your Everyday Life, New York, Free Press (réimpr. 2006) (1re éd. 2004), 292 p. (ISBN 9780743272124, lire en ligne)
- Entering the Castle : An Inner Path to God and Your Soul, Londres, Royaume-Uni, Simon & Schuster (réimpr. 2008) (1re éd. 2007), 404 p. (ISBN 9781847370730, OCLC 141383298, lire en ligne),
- Defy Gravity : Healing Beyond the Bounds of Reason, Carlsbad, Californie, Hay House (réimpr. 2011) (1re éd. 2009), 276 p. (ISBN 9781401926755, OCLC 701238906, lire en ligne),
- Archetypes : Who Are You?, Carlsbad, Californie, Hay House, 2013, 272 p. (ISBN 9781401941086, lire en ligne),

### Éditions francophones
- Contrats sacrés - Éveiller votre potentiel divin [« Sacred Contracts, »], Outremont, Québec, Canada, Ariane (réimpr. 2007) (1re éd. 2001), 482 p. (ISBN 9782920987654, OCLC 55068052, lire en ligne),
- Anatomie de l'esprit : le sens psychologique et énergétique des maladies [« Anatomy of the Spirit: The Seven Stages of Power and Healing »], Paris, France, J'ai lu, coll. « Aventure secrète », 2004, 408 p. (ISBN 978-2-290-33434-8),

### Livres et conférences sur cassettes VHS, CD et DVD
- Applying Universal Principles for Spiritual Fitness, coll. « Co-Creation Course II », 1987 (ISBN 9780913299586, OCLC 35307496),
- C. Norman Shealy et Caroline M. Myss, Breaking Through Illness : Igniting the Power Within, Walpole, New Hampshire, Stillpoint, 1987 (ISBN 9780913299562, OCLC 18254069),
- Growing out of our Wounds : Why People Don't Heal, Indianapolis, Indiana, Great Lakes Training Associates,, 1994 (OCLC 48272570),
- Caroline Myss et Ron Roth, Invoking the Sacred for Healing, Guidance, Abundance & Relationships, Indianapolis, Indiana, Great Lakes Training Associates, 1995 (ISBN 9781559821292, OCLC 38065851),
- The Challenge of Healing : Why People don't Heal, Indianapolis, Indiana, Great Lakes Training Associates, 1996 (ISBN 9781559821384, OCLC 38065767),
- Exploring Our Divine Biology, Indianapolis, Indiana, Great Lakes Training Associates,, 1996 (ISBN 9781559821421, OCLC 38071532),
- How One's Biography Becomes One's Biology : Learning the Language of the Human Energy System, Indianapolis, Indiana, Great Lakes Training Associates, 1996 (ISBN 9781559821322, OCLC 37010222),
- Three Levels of Power and How to Use Them, Boulder, Colorado, Sounds True, 1998 (ISBN 9781564555915, OCLC 38733781),
- Sarah Ban Breathnach, Thomas Moore et Caroline M. Myss, Energy, Power and Spirit, New York, Simon & Schuster Audio,, coll. « Quest, » (no 3), 1997 (ISBN 9780671577681, OCLC 607381992),
- Energy Anatomy & Self Diagnosis, Berkeley, Californie, New Medicine Tapes, 1997 (OCLC 38186021),
- Archetypes & Sacred Contracts, Indianapolis, Indiana, Great Lakes Training Associates,, 1998 (ISBN 9781559821308, OCLC 40343747),

### Jeu de cartes ésotériques
- Archetype Cards : Booklet and Card Deck, New York, Hay House, 2003, 108 p. (ISBN 9781401901844),

### Notice
- (en-US) Marianne Williamson (dir.) et Caroline Myss (rédactrice), Imagine : What America Could Be in the 21st Century, Emmaus, Pennsylvanie, St. Martin's Press, 2000, 414 p. (ISBN 9781579543020, OCLC 1336847473, lire en ligne), p. 10-16,